# Lanigan's Rabbi
Pour les articles homonymes, voir Lanigan.
Lanigan's Rabbi est une série télévisée américaine en cinq épisodes de 90 minutes créée par Gordon Cotler et Don Mankiewicz d'après le roman de Harry Kemelman et diffusée entre le 17 juin 1976 et le 24 avril 1977 sur le réseau NBC dans le cadre du NBC Mystery Movie.
La série est inédite dans tous les pays francophones.

## Synopsis
Un chef de la police irlandais catholique et un rabbin font équipe lors d'enquêtes insolubles d'une petite ville de Californie.

## Distribution
- Art Carney : Paul Lanigan, chef de la police
- Bruce Solomon (en) : Rabbin David Small
- Janis Paige : Kate Lanigan
- Janet Margolin : Miriam Small
- Barbara Carney : Bobbie Whittaker
- Robert Doyle : Lieutenant Osgood

## Épisodes
1. Friday the Rabbi Slept Late
2. Corpse of the Year
3. The Cadaver in the Cuttler
4. Say It Ain't So, Chief
5. In Hot Weather, The Crime Rate Soars